# Kamil Smyczyński
Kamil Smyczyński (ur. 21 maja 1987) – polski hokeista.

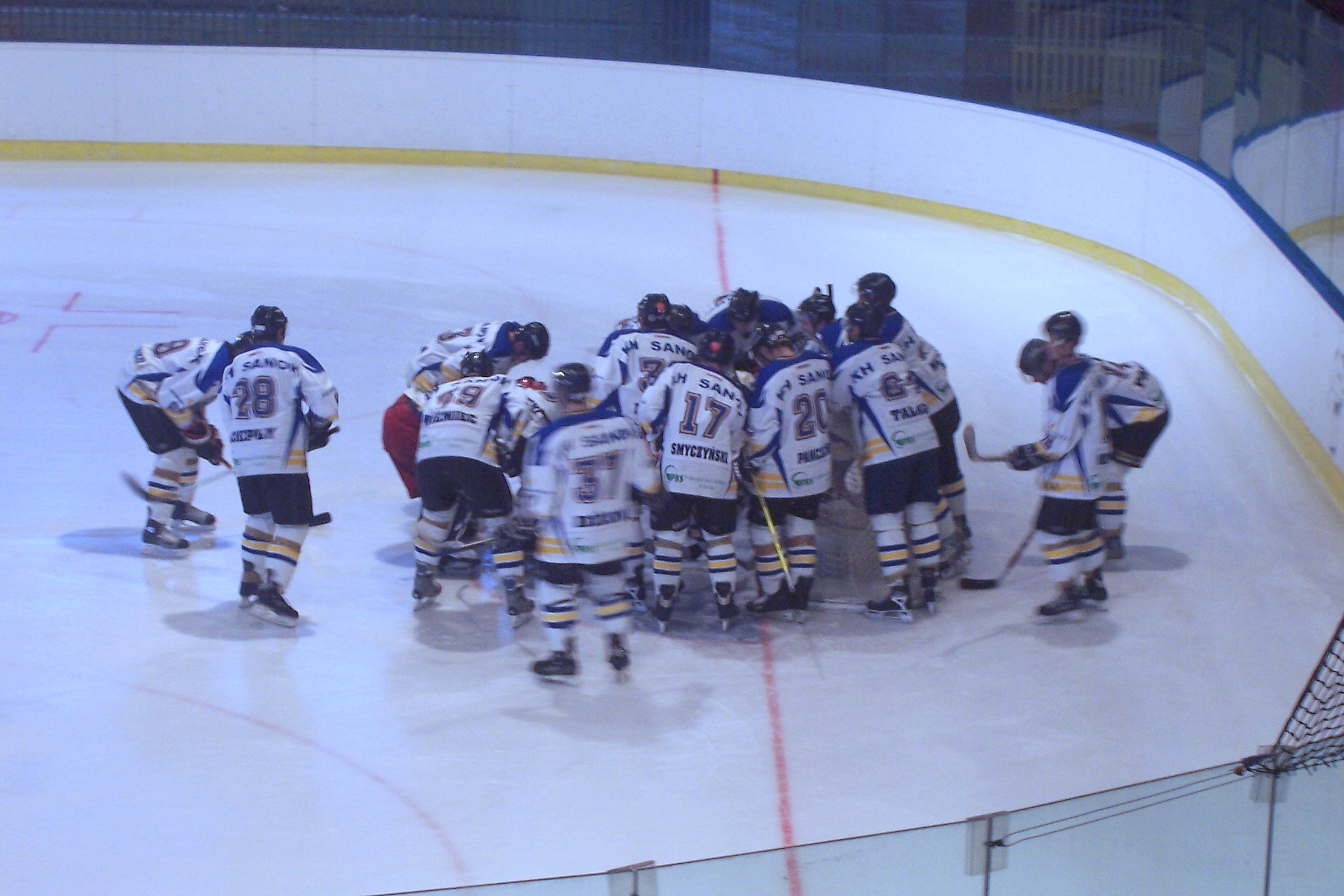
Kamil Smyczyński (w środku z numerem 17) w barwach KH Sanok przed ostatnim w historii meczem na lodowisku Torsan w Sanoku (21 marca 2006)

## Kariera
- SMS II Sosnowiec (2004-2005)
- SMS I Sosnowiec (2005-2006)
- KH Sanok (2005-2007)

Wychowanek sanockiego klubu. Absolwent NLO SMS PZHL Sosnowiec z 2006. Reprezentant juniorskich kadr Polski. W barwach reprezentacji do lat 18 uczestniczył w turnieju mistrzostw świata juniorów do lat 18 w 2005 (Dywizja I Grupa B, jako napastnik), w barwach reprezentacji do lat 20 uczestniczył w turnieju mistrzostw świata juniorów do lat 20 w 2007 (Dywizja I Grupa A, jako obrońca).